# Pawtucket Rangers
Pawtucket Rangers (opgericht als J&P Coats) is een voormalige Amerikaanse voetbalclub uit Pawtucket, Rhode Island. De club werd opgericht in 1913 en opgeheven in 1933. De club speelde dertien seizoenen in de American Soccer League. Hierin werd in het seizoen 1922/23 het kampioenschap behaald.

## Gewonnen prijzen
- American Soccer League
  - Winnaar (1): 1922/23
  - Runner up (2): 1921/22, 1932
- Rhode Island League
  - Winnaar (1): 1913/14
- Southern New England Soccer League
  - Winnaar (1): 1917/18
- Times Cup
  - Winnaar (1): 1919